# Waffenmeister

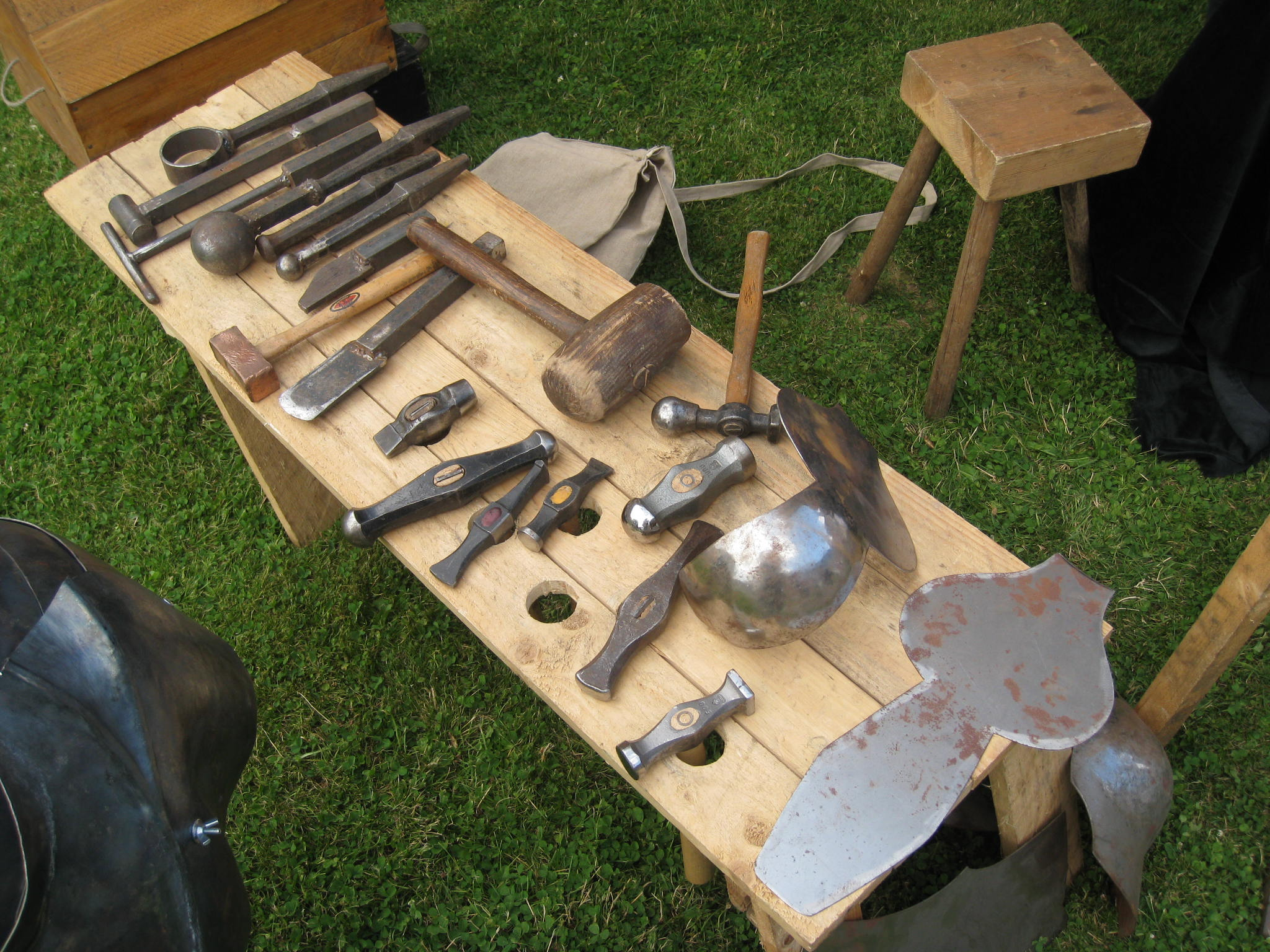
Rüstungsschmied-Werkzeuge

Waffenmeister ist ein historischer Beruf, der bereits in der Antike bekannt war. Der Aufgabenbereich des Waffenmeisters bestand in der Herstellung und Unterhaltung von Waffen sowie in der Einweisung zur Nutzung des Waffenbestandes der jeweiligen Auftraggeber, die meist wohlhabende Herrscher oder kriegsführende Parteien waren. Ursprünglich waren Waffenmeister für alle Waffenarten zuständig. Mit dem Aufkommen von Feuerwaffen im Mittelalter spezialisierten sich Büchsenmeister auf Kanonen und andere Pulverwaffen. Der Waffenmeister blieb als Spezialist für Blankwaffen und Schutzwaffen zuständig. In den Heeren der frühen Neuzeit wurde die Position von Waffenmeistern wieder wahrnehmbar, wobei sie später in einigen Armeen auch für die Artillerie zuständig wurden.

## Geschichte
Der Begriff des Waffenmeisters ist bereits aus dem 14. Jahrhundert bekannt und wurde in offiziellen Dokumenten noch im 20. Jahrhunderts gebraucht. Vor allem in Bezug auf die Hersteller der Handfeuerwaffen wurde er auch später genutzt, obwohl sich die Berufe des Herstellers und des Bedienenden im Laufe der Geschichte auf speziellere Bereiche aufgeteilt haben. Vor dieser Trennung gehörten zu den Waffenmeistern also auch Büchsenmacher, Büchsenschmiede, Büchsenschäfter sowie die Stückmeister und Stückgießer. Letztere waren ursprünglich aus den Metall- und Glockengießern hervorgegangen. Wie bei gegossenen Glocken waren auch bei den Geschützen Verzierungen und Signaturen üblich. Bis etwa zu Zeiten von Karl dem Kühnen und Maximilian I., man anfing unterschiedliche Geschützarten zu klassifizieren, waren Waffenmeister meist auch für die Herstellung der Geschütze zuständig. Neben den Geschützen mussten Waffenmeister auch das beim Einsatz benötige Pulver und Vorräte davon herstellen.

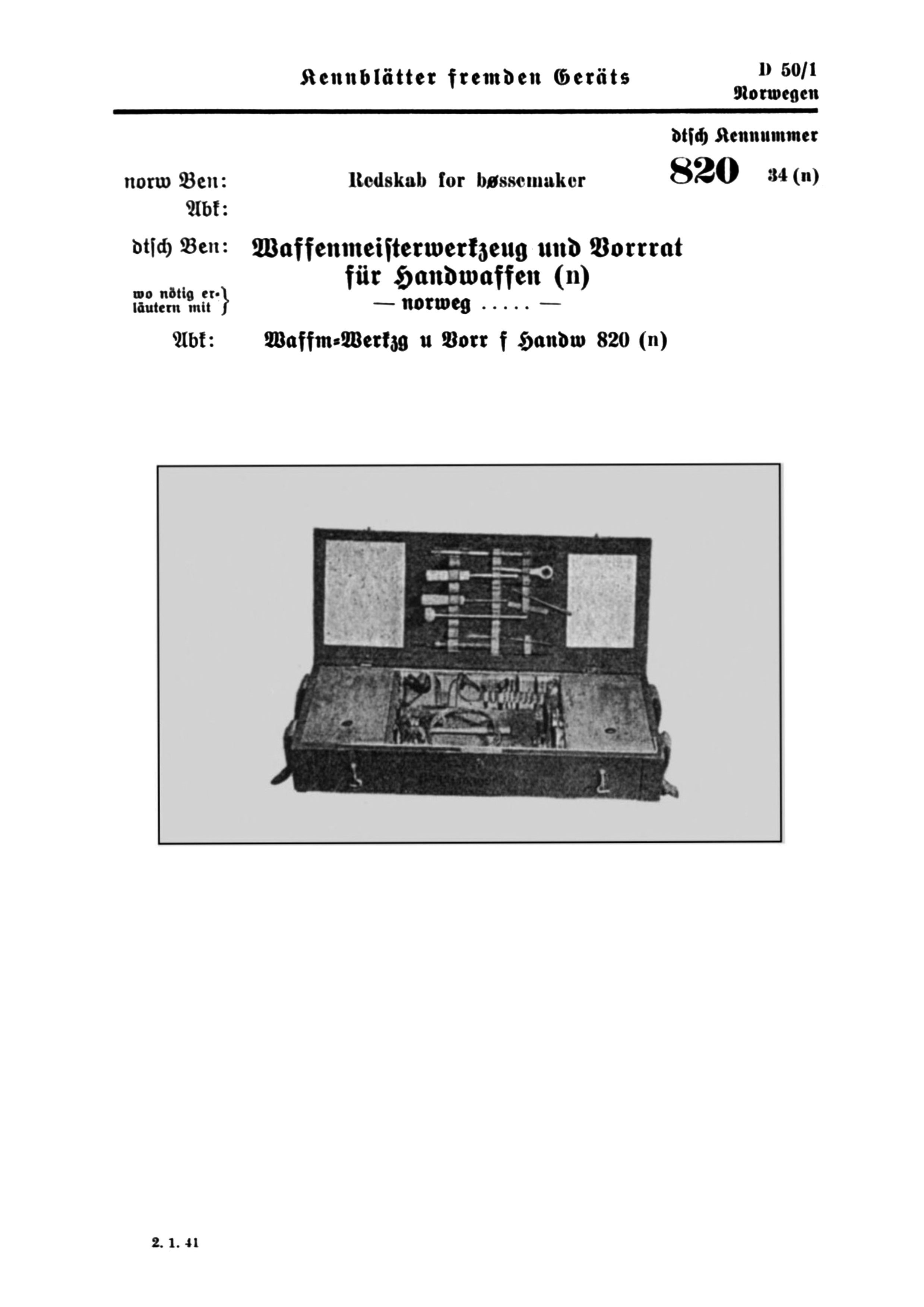
Waffenmeisterwerkzeug nach D 50/1 Nr 820 (n)

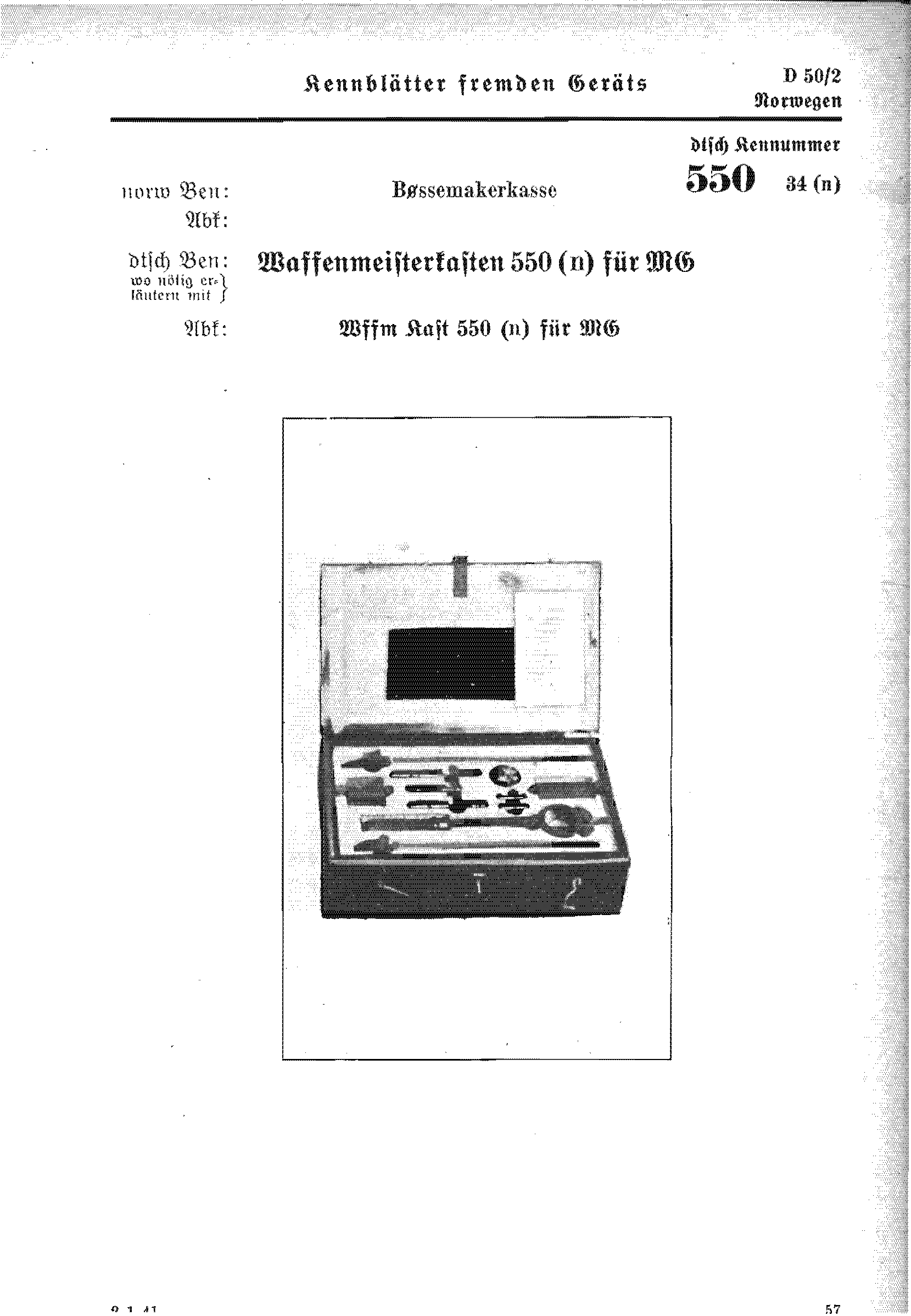
Waffenmeisterwerkzeug nach D 50/2 Nr 550 (n)

Der Arbeitsplatz des Büchsen- oder Waffenmeisters war, neben dem Zeughaus, das Feld, auf dem gekämpft wurde.
Neben der Herstellung war eben auch die Bedienung der Waffen Sache der Waffenmeister. Anfangs erfolgte die Zündung mittels Loseisen, später mit Lunte (Docht in Salpeterlösung getränkt und getrocknet). Die Zündrute galt als Statussymbol für den Waffenmeister.
Sowohl die Herstellung als auch die Bedienung der Waffen wurden fast ausnahmslos Weitergabe von Erfahrungen und neue Versuche weiterentwickelt, wobei hier dem Berufsgeheimnis eine große Bedeutung zukam. Noch unter Maximilian musste ein Lehrling schwören, nichts über Herstellung und Bedienung zu verraten.
Der Waffenmeister hatte meist drei bis vier Knechte unter sich, die ihm zur Hand gingen.
Oft wurden die Aufgaben noch weiter unterteilt. Während sich der Büchsenmeister um die technischen Komponenten zu kümmern hatte, war der Stückmeister für den taktisch-organisatorischen Bereich zuständig.

## Privilegien
Dieser Beruf war auch mit vielen Privilegien verbunden. Wurde ein Ort eingenommen, so gingen sowohl die Glocken als auch der Inhalt von Zeughaus und Pulvermagazin an den Waffenmeister.
Schriftlich zugesicherte Vorrechte ergeben sich aus einem Artikelbrief Karl V. von 1544. Dort wird geregelt, dass die Familie des Waffenmeisters auf dem Kugelwagen mitfahren konnte. Außerdem wurde dort geregelt, dass er beim Kauf von Alkohol und Lebensmitteln im Feldlager und bei der Essensausgabe zu bevorzugen sei.

## Militär
In Deutschland eine historische Bezeichnung für untere Militärbeamte. In der deutschen Feldartillerie hatten die Waffenmeister das Geschützmaterial in Stand zu halten. Sie waren zuständig für die Funktionsfähigkeit der Waffen und hatten kleinere Beschädigungen auszubessern. In der Infanterie waren sie u. a. für das Stempeln der Gewehre zuständig.
Im Bundesheer Österreichs findet sich der Begriff in Verordnungen des 19. Jahrhunderts und wird auch heute noch als Tätigkeitsbezeichnung verwendet. Der „Waffenmeister“ ist hier der für die Waffen und das Gerät der Kompanie zuständige Unteroffizier. In der deutschen Bundeswehr lautet die Dienstbezeichnung für diese Tätigkeit „Waffen- und Gerätewart“ (WuG). Der Dienstgrad geht bis Stabsunteroffizier.

## Schießsport
Auch im Sportschießen wird der Verantwortliche für die Waffen in der Waffenkammer oder beim Fechtsport (Degen, Florett u. a.) oft heute noch „Waffenmeister“ genannt.

## Film- und Theaterproduktionen
Die Beaufsichtigung von Film- und Theaterwaffen am Filmset und im Bereich Theater und Bühne fällt auch heute noch unter die Aufgaben des Waffenmeisters. Weiter ist er auch für die Einweisung und Schulung der Schauspieler im Umgang mit Waffen zuständig. 
Laut einer Verordnung der Berufsgenossenschaft muss ein Waffenmeister fachkundig sein – wie z. B. ein Büchsenmacher oder ein technischer Angestellter mit entsprechender Zusatzausbildung (Waffenmeisterausbildung / Waffenmeisterlehrgang bei einem staatlichen oder staatlich anerkannten Lehrgangsträger gemäß Waffengesetz). Die Waffenmeister verfügen über entsprechende Erlaubnisse gemäß dem Waffengesetz.